# 영동 가곡리 고가
영동 가곡리 고가(永同 柯谷里 古家)는 충청북도 영동군 양산면에 있는 일제강점기의 건축물이다. 1985년 12월 28일 충청북도의 유형문화재 제147호로 지정되었다.

## 개요
1917년에 세워진 살림집으로 안채와 사랑채, 행랑채보다 지붕을 한단 높여 만든 솟을대문이 남아 있다. ㅡ자형 평면의 안채는 자연석으로 쌓은 기단 위에 사각형의 주춧돌을 놓고 네모기둥을 세웠다. 지붕은 옆모습이 여덟 팔(八)자 모양인 팔작지붕으로 화려하다.
지붕 끝부분 기와에 ‘조선개국오백이십오년병진월십일수부귀남자’라고 새긴 글이 있어 건물의 연대를 알 수 있다. 지붕 네 귀퉁이의 끝에 있는 기와에는 태극의 4괘무늬를 새겨놓았다.
건물이 세워진 연도는 오래되지 않았지만 전통적 건축의 형태를 잘 간직하고 있다.

## 참고 자료
- 영동 가곡리 고가 - 국가유산청 국가유산포털